# Andorra (Aragó)

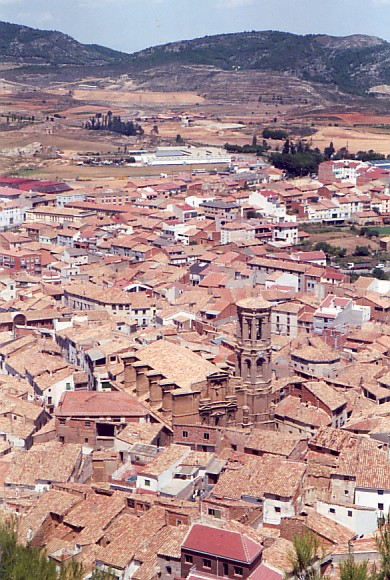
Vista panoràmica d'Andorra el 1992.

Andorra és una vila de la província de Terol (Aragó), situada a una altitud de 714 m sobre el nivell del mar. És la capital de la comarca d'Andorra-Sierra de Arcos i dista de Terol (capital de la província) 142 km. El municipi té una extensió de 141,58 km² i una població de 7.993 habitants 2005. El seu gentilici és andorrà.
El seu equip de futbol, l'Andorra Club de Fútbol, ha arribat a jugar a la Segona divisió espanyola de futbol B.

## Demografia
| 1991  | 1996  | 2001  | 2004  | 2005  | 2009  |
| ----- | ----- | ----- | ----- | ----- | ----- |
| 8.680 | 8.282 | 7.816 | 7.883 | 7.993 | 8.403 |